# مارك كينغ (مغني)
مارك كينغ (بالإنجليزية: Mark King)‏ هو مغني وكاتب أغاني وملحن بريطاني، ولد في 20 أكتوبر 1958 في Cowes ‏ في المملكة المتحدة.

## وصلات خارجية
- مارك كينغ على موقع ميوزك برينز (الإنجليزية)
- مارك كينغ على موقع أول ميوزيك (الإنجليزية)
- مارك كينغ على موقع ديسكوغز (الإنجليزية)